# Кори (племе)
Вижте пояснителната страница за други значения на кори.
Кори (на английски: Coree) е северноамериканско индианско племе, което през 17. век живее в крайбрежната зона на Северна Каролина, на юг от Нюс Ривър, в окръзите Картърът и Крейвън. Учените не са сигурни какъв език са говорили, но се предполага, че е алгонкински, тъй като е известно, че живеят в тесни отношения с Алгонкинските племена по брега. Според Джон Лоусън техният език е близък с този на неизвестно племе, живеещо северно от тях, а не е алгонкински. Кога се срещат за пръв път с европейците е неизвестно. Името им се появява в регистрите на колонията Роанок през 1585 г. като „Куаренок“. Английските колонисти ги описват едва през 1701 г., когато вече са малцина. В различни исторически документи името им е изписвано като „Конамокс“, „Корис“, „Коринен“, „Конамоксокс“, „Коранин“, „Индианци Нюсе Ривър“. Още преди 1696 г. населението им драстично намалява вследствие на война с други хора. В началото на 18. век стават съюзници на тускарора и вземат дейно участие във войната от 1711 – 1715 г. срещу английските колонисти. След войната се присъединяват към мачапунга на езерото Матамаскет.